# Buzzaccarini

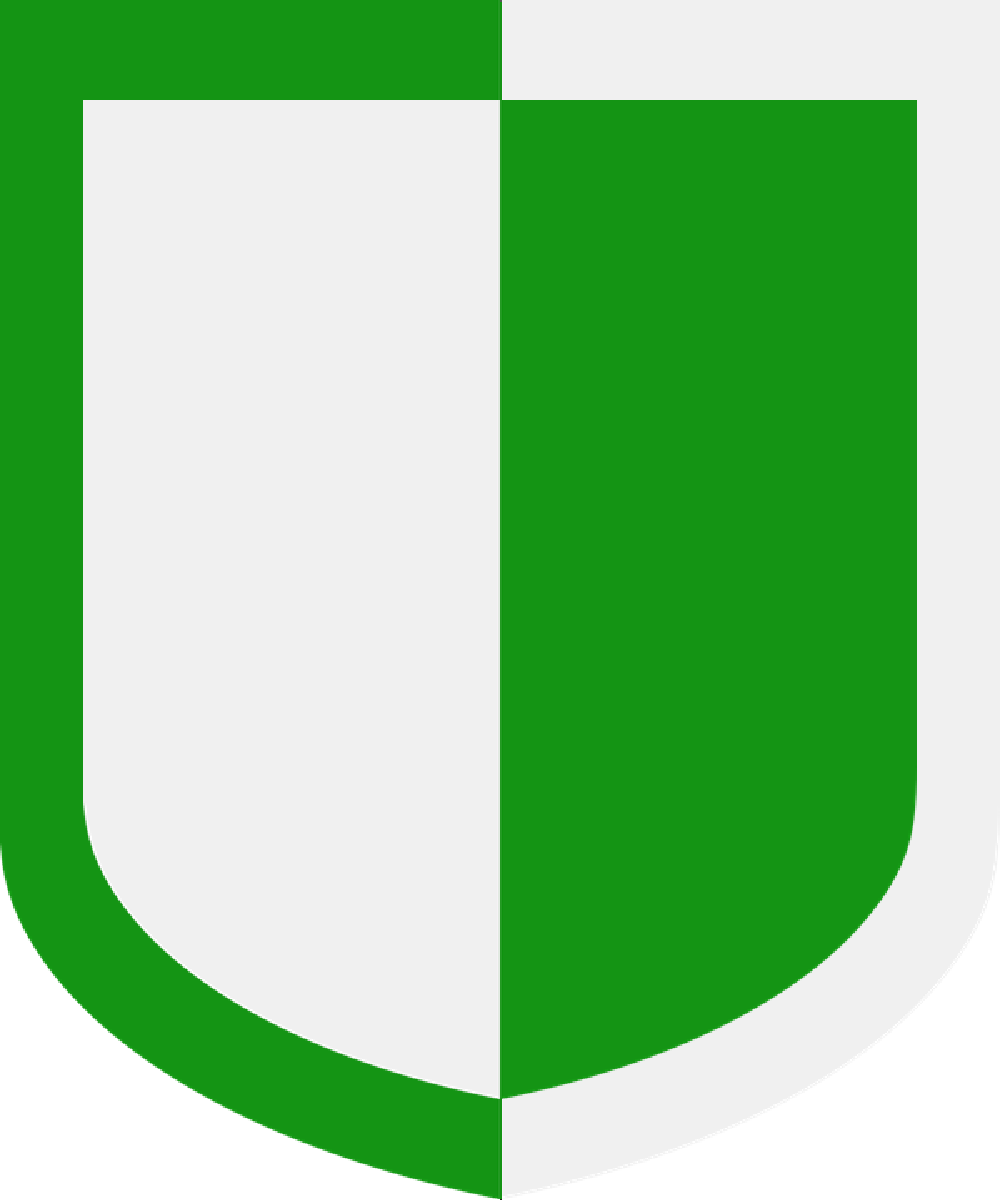
Altro stemma Buzzacarini

I Buzzaccarini sono i membri di una antica famiglia aristocratica padovana che ebbe un ruolo di primo piano nella storia della città tra il XIV e il XVI secolo e di rilievo nella storia della Repubblica di Venezia.
La famiglia ha origini alto medievali inquadrate nell’VIII secolo d.C. nel Nord Italia. Nel 1053 erano già documentati nella città di Padova. Nel XII-XIII si imparentarono con i Carraresi e gli Ezzelini da Romano, esercitarono un immenso potere politico e contribuirono allo sviluppo artistico e culturale della città a partire dall'epoca pre-rinascimentale. A loro si deve la commissione del ciclo di affreschi del Battistero del Duomo di Padova e della costruzione della Chiesa dei Servi. Nel secolo XV vestirono l’abito di Malta e successivamente ottennero i titoli di Marchese e Marchese di San Raffaele. Nel 1571 combatterono fino alla vittoria come comandanti di galera a Lepanto in aiuto della Repubblica di Venezia. Sul finire della Repubblica di Venezia, un ramo acquistò il titolo di patrizio veneto.

## Storia
Secondo la leggenda, il casato ebbe origine dalla romana gens Vetulia, da cui derivò l'appellativo "de Vetuli" che spesso accompagna il cognome. Dopo aver perduto la sovranità sulla città di Cremona si stabilirono a Padova; un ramo poi passò a Pisa.
Nella città toscana esistette in effetti una famiglia Buzzaccarini (o Buzzaccherini), uno dei rami principali della cospicua domus dei Sismondi e da documenti conservati nell'Archivio Capitolare di Pisa risulta che le due casate erano fra loro imparentate. Va detto, d'altra parte, che uno dei primi membri noti della famiglia sarebbe il podestà di Vicenza Drudo Buzzaccarini (1208-1209), proveniente da Milano.
La presenza a Padova dei Buzzaccarini è attestata solo in epoca relativamente tarda ed emerse come famiglia ghibellina alleata ai da Romano. Il già citato Drudo fu un fedelissimo di Ezzelino II da Romano e durante il suo governo confinò a Milano i rampolli delle famiglie vicentine a lui ostili; venne poi deposto da una congiura promossa dai da Vivaro e dai Maltraversi. Nello stesso periodo sono attestati a Padova due fratelli Buzzaccarini, probabilmente parenti di Drudo: Ugerio, professore di diritto, e Salione, canonico della cattedrale di Padova e astrologo al servizio di Ezzelino III da Romano.
Buona parte della fortuna dei Buzzaccarini, comunque, dovette provenire dalla pratica dell'usura.
Entrarono a far parte del ceto dirigente nel Trecento, durante la signoria dei Carraresi, con i quali erano strettamente legati in seguito al matrimonio tra Fina di Pataro Buzzacarini e Francesco il Vecchio. A tal proposito, al primo piano del Caffè Pedrocchi è possibile osservare lo stemma dei Buzzaccarini adiacente allo stemma dei Carraresi. Furono tra i più strenui difensori della città durante la guerra che la oppose alla Repubblica di Venezia tra il 1404 e il 1405.
Quando Padova fu finalmente assoggettata alla Serenissima, la famiglia, pur continuando a partecipare alla vita pubblica, si dimostrò insofferente alla politica esclusivistica veneziana, basata sull'oligarchia del patriziato. Tutti i suoi membri furono coinvolti nella rivolta organizzata in occasione della guerra della Lega di Cambrai: per pochi mesi (maggio-luglio 1509), Padova fu dichiarata repubblica indipendente e si diede sotto la protezione dell'imperatore Massimiliano.
La famiglia fu legata in seguito al ducato di Mantova e alla famiglia Gonzaga, la quale fu in effetti vicina alla Repubblica di Venezia. Nel 1675 Aleduse Buzzaccarini venne insignito da Ferdinando Carlo Gonzaga, duca di Mantova e del Monferrato, del titolo di marchese di San Raffaele. Nel 1706, inoltre, Antonio venne formalmente adottato dalla famiglia Gonzaga e i suoi discendenti poterono posporre al loro cognome quello della casata ducale.
Nel 1782 i Buzzaccarini ottennero l'aggregazione al patriziato veneziano, a seguito della decisione del Maggior Consiglio di ascrivere al Libro d'Oro quaranta nuovi casati col fine di rimpinguare le casse dello Stato.
Dopo la caduta della Serenissima e la successiva istituzione del regno Lombardo-Veneto, il governo imperiale austriaco riconobbe la patente di nobiltà ai vari rami della famiglia.

## Membri illustri
- Pataro Buzzaccarini (1300 – 1361), figlio di Aleduse, alla morte del padre nel 1351 come primogenito ne ereditò i titoli ed il comando della casata.
- Arcoano Buzzacarini (anni 1320 - 1402), figlio di Pataro, fu nominato nel 1372 da Francesco da Carrara capitano e rettore di Bassano, nel 1371 accolse le truppe ungheresi mandate in soccorso a Francesco da Carrara da Luigi I d'Ungheria. Dal 1378 al 1381 partecipò alla guerra di Chioggia contro Venezia, nel 1401 accolse a Padova l'imperatore Roberto del Palatinato. Fu sepolto nella cappella di S. Stefano nella chiesa del convento di S. Agostino, a Padova. Sposò Nobilia figlia di Francesco Manfredi signore di Faenza da cui ebbe Francesco (1360-1408), Lodovico (1362-1435), Pataro, Venceslao.
- Fina Buzzacarini (1328 - 1378), figlia di Pataro, fu moglie di Francesco I da Carrara e madre di Francesco Novello da Carrara.
- Francesco Buzzacarini (1360-1408), figlio di Arcoano, partecipò nel 1386 alla battaglia delle Brentelle contro le milizie veronesi di Antonio della Scala insieme con il fratello Pataro. Nel 1397 accompagnò Gigliola da Carrara che andava sposa a Niccolò III d'Este.
- Ludovico Buzzacarini (1362-1435), figlio di Arcoano, fu un condottiero nelle battaglie contro gli Ungheresi in Dalmazia. Nel 1409 espugnò Sebenico, nel 1435 fu decapitato per aver partecipato alla congiura organizzata da Marsilio da Carrara, fratello di Francesco Novello da Carrara, per restaurare la signoria dei Carraresi a Padova. Una sua statua, opera di Pietro Antonio Danieletti, venne eretta in Prato della Valle nel 1778 per volontà dei discendenti.
- Aleduse Buzzacarini (seconda metà del XV secolo – dopo il 1515 e prima del 1525), politico. Fu fautore della brevissima restaurazione della Repubblica di Padova in occasione della guerra della Lega di Cambrai.
- Ludovico Buzzacarini (morto prima del 1514), figlio di Antonio, nel 1509 partecipò alla battaglia di Agnadello nello schieramento veneziano al comando di Bartolomeo d'Alviano.
- Teofilo Buzzacarini, giureconsulto, restaurò nel 1551 la tomba della famiglia Buzzaccarini nella Basilica del Santo a Padova. Fu cittadino onorario di Mantova e cameriere d'onore di Federico Gonzaga.
- Antonio Buzzaccarini (1578-1634) fu presidente dell'Accademia dei Ricovrati di Padova che dopo il 1779 fu chiamata Accademia galileiana di scienze, lettere ed arti. Con lo pseudonimo di Bertevello dalle Brentelle, fu autore di tragedie e poesie in dialetto.[12]

## Proprietà
Ville
- Villa Buzzaccarini, a Costabissara;
- Villa Buzzaccarini, a Monselice;
- Villa Buzzaccarini, a Pernumia.

Palazzi
- Palazzo Buzzaccarini, a Cartura;
- Palazzo Buzzaccarini, a Padova;